# John Gray (director)

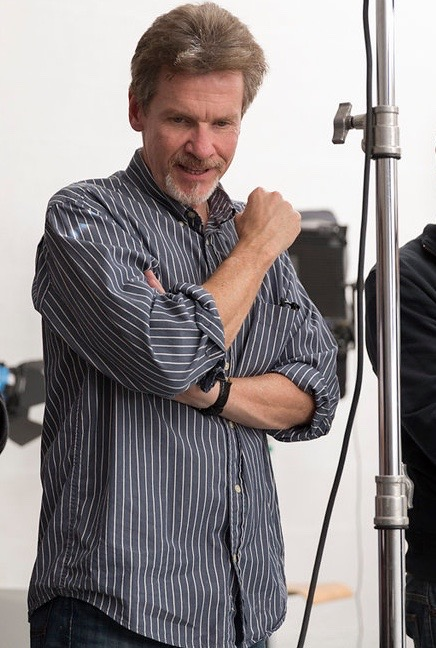

John Gray (nacido el 10 de octubre de 1958 en Brooklyn, Nueva York) es un guionista, director y productor estadounidense. Es el creador de la exitosa serie de la CBS Entre Fantasmas protagonizada por Jennifer Love Hewitt. Ha escrito y dirigido numerosas películas y series de televisión .

## Filmografía

### Como director
- Hide (2011)
- El imperio (2005)
- Martin y Lewis (2002)
- Fuerza de una mujer (2001)
- Acércate a mi (2001)
- La canción de Brian (2001)
- La leyenda del Hunley (1999)
- Glimmer man (1996)
- Nacida salvaje (1995)
- Algún lugar (1994)
- Después de la gloria (1992)
- Rostro valioso (1991)
- Cuando no es un extraño (1989)
- Billy Galvin (1986)

### Como guionista
- Martin y Lewis (2002)
- Acércate a mi (2001)
- La leyenda del Hunley (1999)
- Rostro valioso (1991)
- El otro capone (1990)
- Billy Galvin (1986)

### Efectos especiales
- Jeepers Creepers II (2003)

### Como actor
- El secreto (película de 2006)

### Televisión
- Entre Fantasmas (2005-2010)

- Datos: Q974566